# Sophista latifasciata
Sophista latifasciata is een vlinder uit de familie van de dikkopjes (Hesperiidae). De wetenschappelijke naam van de soort is voor het eerst geldig gepubliceerd in 1930 door Spitz.